# 1680
1680（千六百八十、一六八〇、せんろっぴゃくはちじゅう）は、自然数または整数において、1679の次で1681の前の数である。

## 性質
- 1680は合成数であり、約数は1, 2, 3, 4, 5, 6, 7, 8, 10, 12, 14, 15, 16, 20, 21, 24, 28, 30, 35, 40, 42, 48, 56, 60, 70, 80, 84, 105, 112, 120, 140, 168, 210, 240, 280, 336, 420, 560, 840, 1680である。
  - 約数の和は5952で、過剰数である。
- 17番目の高度合成数であり、約数を40個もつ。1つ前は1260、次は2520。
  - 約数の積の値がそれ以前の数を上回る40番目の数である。1つ前は1440、次は2160。(オンライン整数列大辞典の数列 A034287)
- 16までの8つの偶数（2, 4, 6, 8, 10, 12, 14, 16）の最小公倍数である。1つ前の14までは840、次の18までは5040。(オンライン整数列大辞典の数列 A051426)
- 355番目のハーシャッド数である。1つ前は1679、次は1692。
  - 15を基とする22番目のハーシャッド数である。1つ前は1635、次は1725。
- 1680 = 5 × 6 × 7 × 8
  - 4連続整数の積で表せる数である。1つ前は840、次は3024。
- 1680 = 1 × 2 × 3 × 4 × 5 × 6 × 7 × 8/1 × 2 × 3 × 4
  - n = 4 のときの (2n)!/n! の値とみたとき1つ前は120、次は30240。(オンライン整数列大辞典の数列 A001813)
  - n = 8 のときの n!/4! の値とみたとき1つ前は210、次は15120。(オンライン整数列大辞典の数列 A001720)
- 1680 = 7!/3 = 1 × 2 × 3 × 4 × 5 × 6 × 7/3
  - n = 7 のときの n!/3 の値とみたとき1つ前は240、次は13440。(オンライン整数列大辞典の数列 A002301)
- 1680 = 10 × 12 × 14
  - 3連続の偶数の積で表せる数である。1つ前は960、次は2688。
- 1680 = 24 × 3 × 5 × 7
  - 4つの異なる素因数の積で p 4 × q × r × s の形で表せる最小の数である。次は2640。(オンライン整数列大辞典の数列 A179693)
- n = 1680 のとき n と n − 1 を並べた数を作ると素数になる。n と n − 1 を並べた数が素数になる144番目の数である。1つ前は1672、次は1684。(オンライン整数列大辞典の数列 A054211)
- 1680 = 412 − 1
  - n = 41 のときの n 2 − 1 とみたとき1つ前は1599、次は1763。
- 1680 = 432 − 169
  - n = 43 のときの n 2 − 132 の値とみたとき1つ前は1595、次は1767。(オンライン整数列大辞典の数列 A132768)
- 約数の和が1680になる数は14個ある。(540, 702, 708, 728, 812, 834, 836, 956, 1107, 1131, 1235, 1257, 1529, 1577) 約数の和14個で表せる2番目の数である。1つ前は1008、次は1728。
- 各位の和が15になる127番目の数である。1つ前は1671、次は1707。

## その他 1680 に関連すること
- 西暦1680年